# Amy Manson
Pour les articles homonymes, voir Manson.
Amy Manson (née le 9 septembre 1985) est une actrice britannique, notamment connue pour ses rôles dans les séries Being Human : La Confrérie de l'étrange et Once Upon a Time.

## Biographie
Fille d'un électricien et d'une assistante sociale, Amy Manson est née le 9 septembre 1985 à Aberdeen en Écosse. Elle a grandi dans la petite ville de Portlehen, situé à 11 km d'Aberdeen jusqu'à ses 7 ans, puis à Westhill, également près d'Aberdeen. Elle a une sœur, Aisla, qui est coiffeuse en Australie, et un frère, James. Elle a pris des cours de théâtre, appelés StageCoach à l'âge de 13 ans. À 17 ans, elle déménage à Londres pour suivre des cours à la Central School of Speech and Drama de Londres, mais doit les abandonner assez rapidement après avoir obtenu le rôle de Darsie dans le film Pumpkinhead : Les Sacrifiés, qu'elle doit aller tourner en Roumanie.

## Vie privée
Amy Manson a eu une relation avec l'acteur Ben Turner, notamment aperçu dans 300 : La Naissance d'un empire.

## Filmographie

### Cinéma
- 2007 : Pumpkinhead : Les Sacrifiés (en) (Pumpkinhead: Blood Feud) : Jodie Hatfield
- 2007 : Instinct Primal (Blood Monkey) : Amy Armstrong
- 2013 : We Love Happy Endings ! (Not Another Happy Ending) : Darsie
- 2013 : Harrigan (en) : Vickey Frizell
- 2015 : Two Down : Air Hostess Call Girl
- 2015 : The Chameleon : Pamela
- 2015 : Estranged : January
- 2017 : T2 Trainspotting : une femme au club
- 2017 : Edie (en) : Fiona
- 2019 : Run : Katie
- 2019 : Beats : Cat
- 2019 : Doom: Annihilation de Tony Giglio : Joan Dark
- 2021 : Spencer de Pablo Larraín : Anne Boleyn
- 2021 : She Will de Charlotte Colbert : Lois

### Séries TV
- 2006 : The Bill : Martine McKenzie (1 épisode)
- 2007 : Ma tribu (My Family) : Casting P.A. (1 épisode)
- 2007 : Nearly Famous (en) : Melanie (1 épisode)
- 2008 : Doctors : Kelly Moore (1 épisode)
- 2008 : Torchwood : Alice Guppy (2 épisodes)
- 2008-2009 : Casualty : Abby Evans (9 épisodes)
- 2009 : Desperate Romantics (en) (mini-série) : Lizzie Siddal
- 2010 : Being Human : La Confrérie de l'étrange : Daisy (6 épisodes)
- 2010 : Miss Marple : Le Cheval pâle : Ginger Corrigan (1 épisode)
- 2011 : Outcasts (en) : Fleur Morgan
- 2011 : Misfits : Leah (1 épisode)
- 2011 : Young James Herriot (en) (mini-série) : Emma « Whirly » Tyson
- 2013 : The Field of Blood (en) (mini-série) : Karen Burnett
- 2014-2015 : Atlantis : Medea
- 2015 : Once Upon a Time : Merida (8 épisodes)
- 2017 : The White Princess : Cathy Gordon (4 épisodes)
- 2018: Legacies: Dryad (1 épisodes)
- depuis 2021 : The Nevers : Maladie